# Audun Herning
Audun Kolsrud Herning (født 1. februar 1981) er en norsk politiker fra Nesodden. Herning var fra 25. oktober 2007 til 20. april 2009 politisk rådgiver i Kundskabdepartementet, for statsråd Bård Vegar Solhjell. Han var leder i Socialistisk Ungdom i perioden 2004–2006, souschef i perioden 2002–2004, og sat i centralstyret fra 2000. Han taler spansk og har engageret sig i Latin-Amerika.